# Corniche Angevine
La Corniche Angevine est une zone très resserrée de Maine-et-Loire, située entre Chalonnes-sur-Loire et Rochefort-sur-Loire. Elle correspond à la limite occidentale du périmètre « Val de Loire » classé au patrimoine mondial de l'UNESCO. C'est également un site classé par décret du 11 février 2003, publié au Journal officiel du 18 février 2003 (superficie 2390 ha).

## Géologie
La Corniche Angevine est un relief du paléozoïque (carbonifère et dévonien), coincé entre la vallée du Layon et celle de la Loire. Elle est issue d'un effondrement très ancien du Namuro-westphalien.
La barre rocheuse de la Corniche Angevine est constituée de grès ferrugineux, de schistes houillers, de cinérites et de houille. La plaine alluviale de la Loire, ou lit majeur, est constitué de graviers et de sable reposant sur le socle hercynien.
Le Louet n'est qu'un bras de la Loire sillonnant la vallée au cœur du périmètre classé.

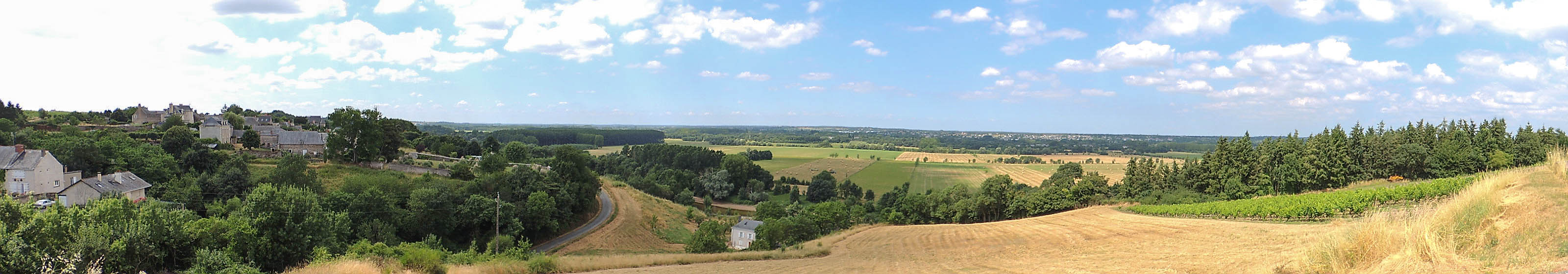
Vue sur la vallée de la Loire depuis la Corniche Angevine.

## Histoire

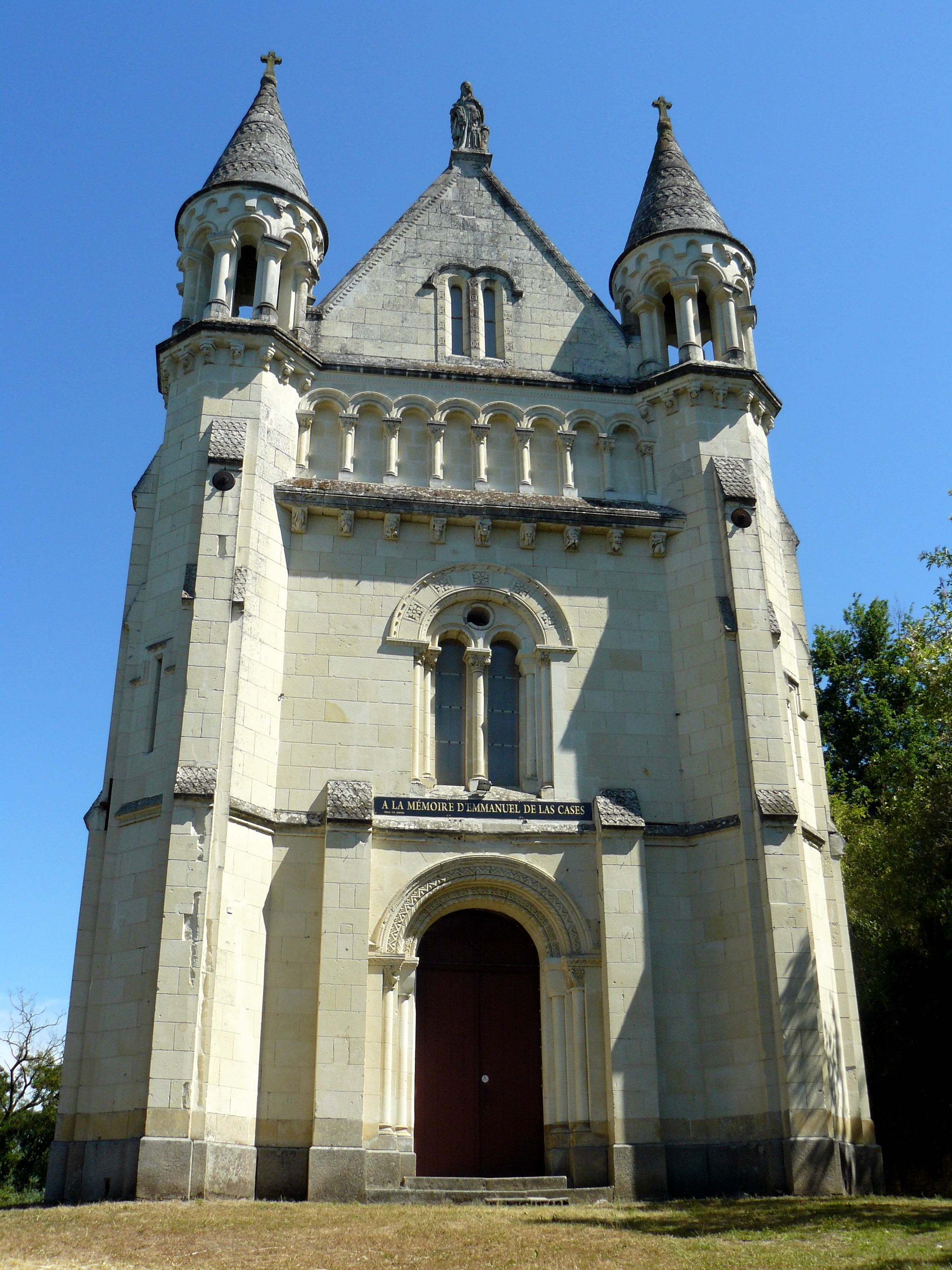
La chapelle Sainte-Barbe-des-Mines à la limite de Chalonnes et Chaudefonds, érigée par sa veuve en mémoire d'Emmanuel Pons de Las Cases, fils d'Emmanuel de Las Cases.

Elle fut le siège d'une importante exploitation du charbon pendant près de six siècles. La mine des Malécots, dernière houillère de Basse-Loire, située sur la commune de Chaudefonds-sur-Layon, n'a fermé qu'en 1964. La chapelle Sainte-Barbe des Mines, immanquable sur la route qui sillonne la Corniche Angevine, est un des derniers vestiges de l'ère charbonnière. C'était l'église des mineurs (voir chapitre suivant).
La Corniche Angevine est un point haut immanquable : ses nombreux panoramas exceptionnels sur la Loire en font l'un des sites les plus pittoresques de l'Anjou. La Haie-Longue et Ardenay sont deux hameaux classés au patrimoine national (monuments historiques).
Aujourd'hui, le pilote d'avion angevin René Gasnier repose dans la chapelle, située sur la Corniche Angevine de la Haie-Longue, qui surplombe le champ où il effectua en 1908 ses premiers vols.
Depuis 1982, une association valorise et sauvegarde le patrimoine minier de la Corniche. Elle s'occupe également de la promotion du site classé. Elle a entièrement restauré la chapelle Sainte-Barbe des Mines, le site historique minier des Malécots (chevalement en bois reconstruit à l'identique) et organise de nombreuses manifestations.

## Histoire de la Chapelle Sainte-Barbe des Mines
La chapelle Sainte-Barbe des Mines fut bénite le 30 septembre 1860 après deux ans de travaux. C’est un édifice romano-byzantin, unique dans l'Ouest de la France. La façade comporte deux tourelles coiffées de clochetons ajourés, à toiture conique, entourant une façade à pignon pointu, surmonté de la statue de Ste-Barbe. La tête en fut fusillée par un soldat français, gardien de prisonniers allemands en 1945. Il fit aussi un carton des deux croix qui surmontaient les tourelles. La statue est depuis complètement restaurée. Deux entablements séparent cette façade : celui d’en haut, soutenu de médaillons sculptés aux curieuses figures, est surmonté de huit petites fenêtres aveugles, avec fines voussures ; au centre, le porche fut lui aussi abîmé par les vandales.
L’intérieur de la Chapelle comprend nef, chœur et deux petits transepts restaurés en 1984 et 1985. La nef est voûtée, ce qu’il en reste au niveau du chœur et de la croisée des transepts peut en donner l’idée. La voûte des briques légères est effondrée, elle reposait sur des chapiteaux surmontés de colonnes engagées. Les fenêtres aux vitraux colorés éclairent largement l’intérieur. La mémoire populaire appuyée par quelques photographies anciennes garde le souvenir de huit panoplies de mineurs accrochées aux murs. Derrière l'hôtel, dans la crypte, reposait Madame la comtesse Félix de Las Cases, morte toute jeune, ainsi que son bébé.
Suivant la vieille coutume, les tombes se sont groupées autour du chevet de la chapelle. Des enterrements, des baptêmes, des mariages se célébrèrent dans la chapelle des Mines.
En 1874, pour des raisons politiques, Monsieur le comte Barthélémy de Las Cases (frère d’Emmanuel) quitta Chalonnes-sur-Loire. Il donna la chapelle à l’Evêché d'Angers. L'édifice devint succursale de la paroisse St-Maurille de Chalonnes. De 1877 à 1915, elle fut l’église d’une paroisse regroupant les villages de la Corniche Angevine. Puis la chapelle revint à la famille, retourna l’Evêché et finalement rentra dans la famille pour enfin devenir propriété privée.

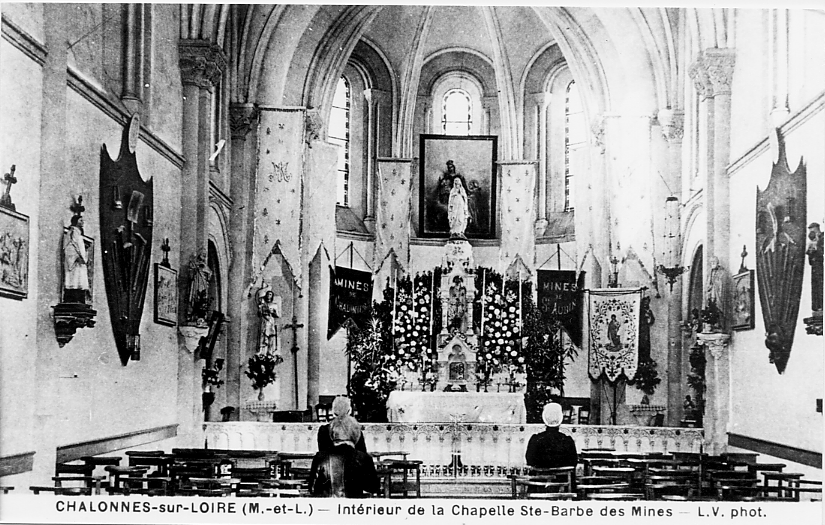
Intérieur de la Chapelle Ste-Barbe des Mines à la fin du XIXe siècle.

Longtemps à l’abandon, tristement marquée par le passage de la guerre 39-45, victime ainsi que son cimetière de vandalisme, elle menaçait totalement ruine au début des années 1980. En 1982, fut posé un permis de démolition. Celui-ci suscita la création d’une association intercommunale qui en fit l’acquisition. Cette association eut pour mission la sauvegarde du bâtiment et la mise en valeur du patrimoine miner de la Corniche Angevine.
L'édifice est maintenant totalement restauré et sert de lieu d'accueil pour les manifestations et événements culturels. Des visites sont organisées tous les dimanches d'été ou sur demande. Elle est la propriété de la Communauté de communes Loire-Layon.

## Classement
Le site de la Corniche angevine, de typologie Grand paysage, a été classé par décret en Conseil d’État du 11/02/2003 et inscrit par arrêté du 27/02/2004.
Le site de la Corniche angevine s'inscrit dans la famille des grands sites pittoresques et constitue un espace emblématique de l'Anjou.